# Крутой спуск (Киев)
Круто́й спуск — старинная улица Киева.
Пролегает от Бессарабской площади до Круглоуниверситетской улицы (в верхней части). Возник в 1-й половине XIX столетия. Некоторое время применялось название спуск Пащенко (от фамилии домовладельца). Сначала пролегал до Лютеранской улицы. В 1836—1837 часть Крутого спуска присоединена к новопроложенной Круглоуниверситетской улице. Современное название утверждено в 1869 году. Примыкают улицы Бассейная — Круглоуниверситетская (впервые) — Кропивницкого и Дарвина. Между улицами Дарвина и Круглоуниверситетской (верхняя часть) Крутой спуск пролегает в форме ступеней, проезжая часть тут отсутствует.
Протяжённость — около 250 м.

## Транспорт
- Станция метро «Дворец спорта»
- Станция метро «Крещатик»

## Почтовый индекс
01004